# Nafa Urbach
Nafa Indria Urbach (Magelang, 15 de junho de 1980) é uma cantora e atriz da Indonésia.

## Discografia

### Outros
- Bagai Lilin Kecil (1995)
- Hati Tergores Cinta (1996)
- Hatiku Bagai Terpenjara (1996)
- Hati Yang Kecewa (1997)
- Hati Yang Rindu (1998)
- Hatiku Bagai Di Sangkar Emas (1998)
- Tiada Dusta Di Hatiku (1999)
- Gila Cinta (1999)
- Jujur Saja (2001)
- Berlari (2004)
- Ku Tak Sempurna (2010)

### Singles
- «Bandung Menangis Lagi» (1996)
- «Deru Debu» (1996)
- «Hati Yang Rindu» (1998)
- «Wanita Super» (2009)
- «Cinta Abadi» (2009)
- «Belahan Jiwa» (2014)